# Admissionsfrage
Als Admissionsfrage oder Admissionsstreit bezeichnet man den Streit in den Jahren 1643 bis 1645 zwischen Kaiser Ferdinand III. und den Reichsständen, wer das Heilige Römische Reich bei den Verhandlungen zum Westfälischen Frieden vertreten solle. Durch die Zulassung der Reichsstände als gleichberechtigte Verhandlungspartner im August 1645 war das System des Prager Friedens von 1635 endgültig zerbrochen und die Friedensverhandlungen gleichzeitig zu Verfassungsverhandlungen geworden.

## Inhalt des Streites
Die am Dreißigjährigen Krieg beteiligten Parteien, also Kaiser Ferdinand III., Frankreich und Schweden, einigten sich Ende 1641 in Hamburg auf Friedensverhandlungen in Münster und Osnabrück. Beide Städte und die zwischen ihnen liegenden Verbindungswege wurden zur entmilitarisierten Zone erklärt und allen Delegationen freies Geleit garantiert.
Auf Grund des Prager Friedens von 1635 ging Ferdinand davon aus, mit den anderen Kronen getrennte Verhandlungen führen zu können und das Reich alleine zu vertreten. Denn mit diesem Vertrag war die kaiserliche Macht während des Krieges auf ihrem Höhepunkt angekommen.